# Молодіжне (Дубенський район)
Молоді́жне — село в Україні, у Мирогощанській сільській громаді Дубенського району Рівненської області. Населення становить 274 осіб. 
З 2016 року входить до складу Мирогощанської сільської громади.

## Географія
Біля села розташована залізнична станція Озеряни.

## Історія
7 (20) листопада 1917 року, відповідно до Третього Універсалу Української Центральної Ради, увійшло до складу Української Народної Республіки. 
До 1967 року село мало назву Сокира. 
12 червня 2020 року, відповідно до розпорядження Кабінету Міністрів України № 722-р від «Про визначення адміністративних центрів та затвердження територій територіальних громад Рівненської області», увійшло до складу Мирогощанської сільської громади.
19 липня 2020 року, в результаті адміністративно-територіальної реформи та ліквідації  Дубенського (1939—2020) району, село увійшло до складу новоутвореного Дубенського району.
22 червня 2023 року рішенням [[Національна комісія зі стандартів державної мови|Національної комісії зі стандартів державної мови]] віднесено до списку населених пунктів, які «можуть не відповідати лексичним нормам української мови», зокрема стосуватися «російської імперської чи колоніальної політики». Громаді рекомендовано обґрунтувати доцільність збереження поточної назви або запропонувати нову назву в установленому законодавством порядку.
Футбольна команда «Молодіжне» (Молодіжне) – переможці відкритого благодійного чемпіонату Дубенського району з міні-футболу.